# Charlton, Massachusetts
Charlton är en ort i Worcester County, Massachusetts, USA.